# Eragrostis saxatilis
Espèce
Statut de conservation UICN

 EN B1ab(iii)+2ab(iii) : En danger
Eragrostis saxatilis est une espèce de plantes de la famille des Poaceae, endémique de l'île de Saint-Hélène, menacée d’extinction.

## Description
Vivace à touffes épaisses, aux rhizomes épais, racines feutrées de couleur blanche. Limbe de la feuille de 10 à 50cm, filiformes bien enroulés, finement dentelés.